# Lancelot Andrewes

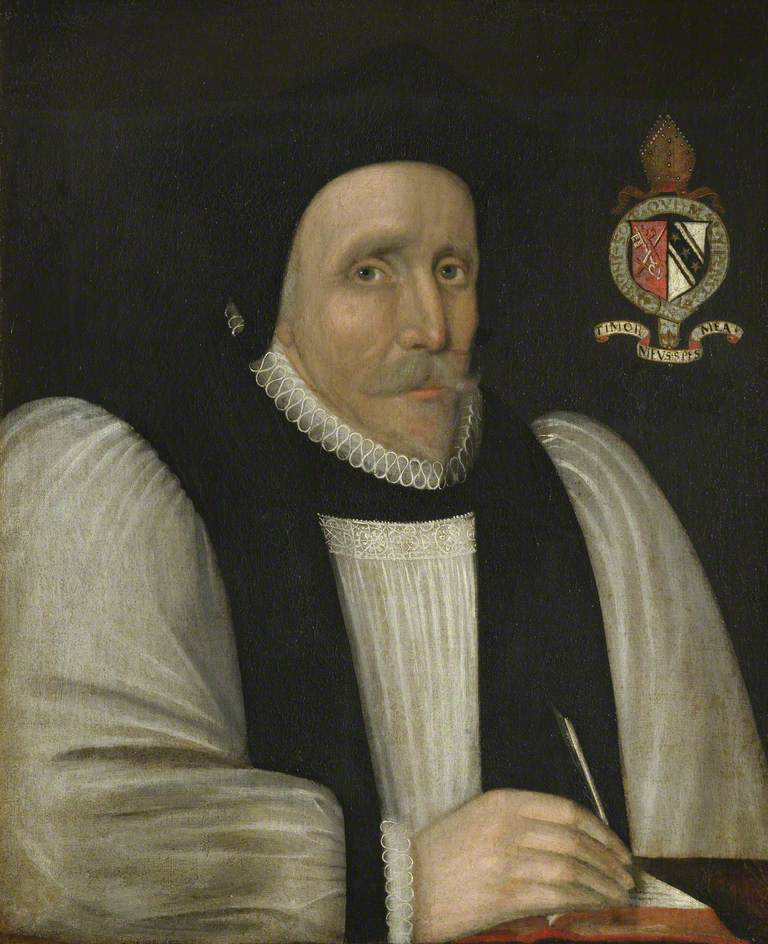
Portret

Lancelot Andrewes (Barking, 1555 – 1626) was een Brits theoloog en Anglicaans bisschop.
Andrewes kon dankzij een beurs studeren aan Pembroke College, Cambridge. Vanaf 1601 was hij deken van Westminster en in 1605 werd hij bisschop van Chichester. In 1609 werd hij bisschop van Ely en van 1614 tot zijn dood in 1626 was hij bisschop van Winchester. Als kenner van klassieke talen was hij een van de 54 geleerden die meewerkte aan de Bijbelvertaling naar het Engels, de King James Version. Andrewes zou 15 talen hebben gekend. Hij nam als Engels afgevaardigde ook deel aan de Synode van Dordrecht (1618-1619).
- Bibsys: 1090609
- Biblioteca Nacional de España: XX1508723
- Bibliothèque nationale de France: cb118888234 (data)
- Biografisch Portaal: 54036929
- CiNii: DA07903380
- Digitale Bibliotheek voor de Nederlandse Letteren: andr031
- Gemeinsame Normdatei: 118645196
- International Standard Name Identifier: 0000 0000 8078 6189
- Library of Congress Control Number: n81023089
- Nationale Bibliotheek van Letland: 000297928
- MusicBrainz: 7d945a7d-3580-486f-bd2e-9b337afaec27
- Nationale bibliotheek van Australië: 36246053
- Nationale Bibliotheek van Israël: 987007272905205171
- Nederlandse Thesaurus van Auteursnamen: 070234477
- Réseau des bibliothèques de Suisse occidentale: 02-A002929513
- Istituto Centrale per il Catalogo Unico: BVEV073418
- LIBRIS: 316207
- SNAC: w61j9p7g
- Système universitaire de documentation: 026686627
- Trove: 1236037
- Virtual International Authority File: 6553
- WorldCat: E39PBJfh6pPbJWwWYpV9BPvGpP